# Середньовічна Швеція
Середньовічна Швеція — історія Швеції в Середні віки.

## Раннє середньовіччя
Об'єднання північних родів і племен, утворення спочатку дрібних окремих князівств або конунгств, а потім більш великих, на території Швеції відбувалося, насамперед, вздовж головних водних шляхів. Вода з'єднувала, між тим як гори і ліси роз'єднували. Таким чином, панування данців з найдавніших часів стало зосереджуватися близько Зунда і Бельтів, а шведів — біля озер Меларна, Веннерна і Веттерна, між тим як роз'єднані гірські області Норвегії об'єдналися вже набагато пізніше. Згідно з найдавнішими джерелами, в VI ст. визначилися два головних племені: готи на півдні (Готаланд) і свеї на півночі (Свеаланд). Серед останніх, якщо вірити англійським джерелам, піднісся рід Скільфінгар, який і поширив свою владу до самого Готаланда. Згідно з древніми шведськими джерелами, володіння і готів, і свеїв розпадалися на дрібні князівства або конунгства, що відповідали нинішнім «ландскапам» (областям), але в Уппсалі перебував «двір богів», куди сходилися для жертвопринесень і рад конунги і племена. Мало-помалу цей «двір богів» набував дедалі більше багатств, земель, поки, нарешті, конунг уппсальський Інг'яльд, останній з чоловічого коліна славного роду Інглінгів, відчув себе в силах помірятися з іншими дрібними конунгами. Підпорядковуючи собі шляхом сили і хитрості їхні володіння, Інг'яльд, власне, і поклав основу об'єднання шведської держави, що відноситься істориками приблизно до 700 р.

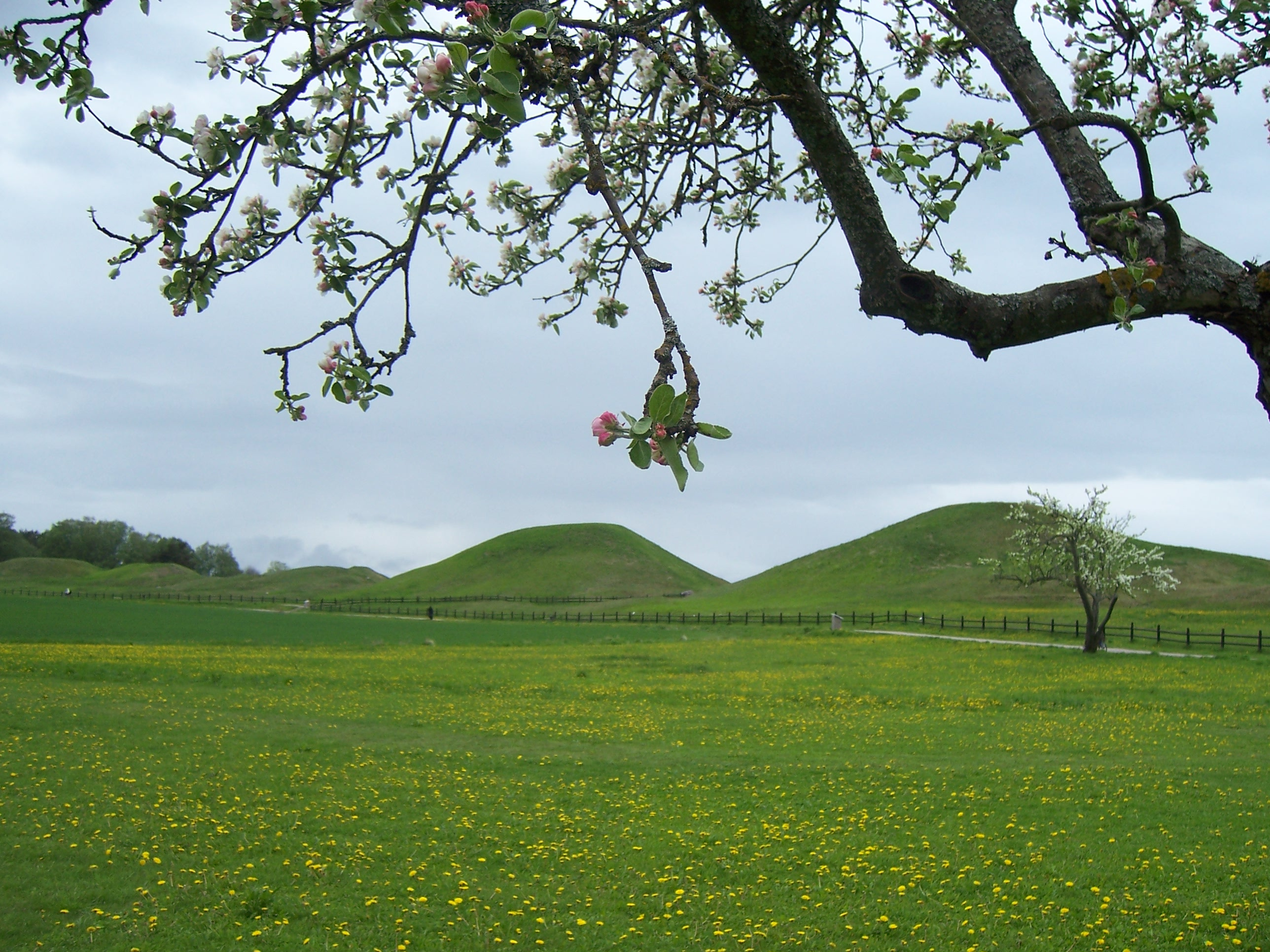
Стара Уппсала — перша столиця Швеції.

### Епоха вікінгів
Межі Швеції того часу значно відрізнялися від сучасних, оскільки південна частина Сконії і Галланд ще належали тоді Данії, а північні провінції були об'єднані. Панування стародавнього уппсальського княжого роду не переривалося у Швеції до 1060 р., збігаючись зі знаменною для всієї Європи «епохою вікінгів» (800—1060). З цього роду походили і найбільший конунг того часу Ерік Сегерселль, під час правління якого Швеція досягла становища наймогутнішої Північної держави, підпорядкувавши собі і Данію, — і перший, хто прийняв християнство конунг Швеції Улоф (1008).

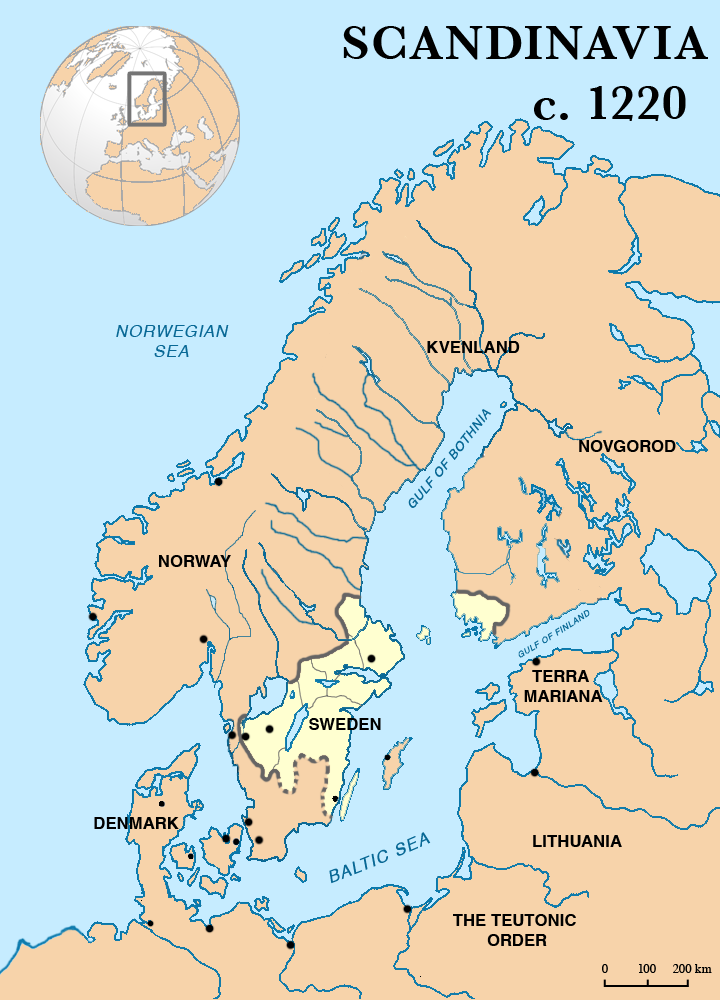
Швеція в 1220 р.

Епоха вікінгів стала періодом найбільшого розвитку і напруги духовних і фізичних сил скандинавського племені, що викликав потім відоме виснаження сил народу і зменшення його чисельності. Фатальний вплив на древньосвейську культуру мало також зіткнення язичництва з християнством, що поширювалося після Карла Великого з непереборною силою за північ Європи. Св. Ансгарій, «апостол Півночі», ще в 830 р. зробив спробу запровадити в Швеції християнство, але древні аси лише повільно поступалися місцем новому Богу; протягом 2-3-х століть вмирала давня релігія або, точніше, вироджувалась у поезію, надзвичайно величною і суворо-прекрасною, найпишніший розквіт якої відноситься саме до сутінків язичництва. Лише в кінці ХІ століття язичництву було завдано рішучого удару спаленням стародавнього уппсальського «двору богів» (при конунзі Інге Старому).

## Розвинуте середньовіччя

### Утвердження християнства
Перехідний період від падіння язичницьких богів до епохи остаточного торжества християнства на Півночі (1060—1250) відзначений серйозними і тривалими внутрішніми розбратами, зумовленими, з одного боку, боротьбою двох релігій, старої і нової, з другого — боротьбою найсильніших князівських родів через верховне панування в країні. Під час цих чвар мало-помалу встановилося в Швеції виборне начало, яке передавало верховну владу в Швеції конунгам з трьох могутніх родів, що носили імена родоначальників-конунгів: Стенкіля (1060—1125), Сверкера і Еріка (1130—1250). Рішуче торжество християнства (католицизму) в Швеції відноситься власне до 1248 року, коли була остаточно затверджена (на соборі в Скенінзі) церковна ієрархія і прийнято безшлюбність духовенства. Швеція, таким чином, остання із західноєвропейських держав підкорилася могутності римської церкви, — в той час коли влада пап переживала вже саму блискучу свою епоху. Римо-католицьке духовенство ніколи, втім, не мало в Швеції такої сили, як в інших країнах; проте воно встигло викорінити чимало поганих язичницьких звичаїв і багато сприяло пом'якшенню звичаїв і поширенню культури. Поступово, зі зміною вірувань, поглядів і звичаїв народних, відбувалися глибокі зміни в соціальному ладі. З давньої селянської аристократії виникло володіло землями дворянського стану, який забирав все більше і більше владу над простими селянами. Такі особи здавна становили ядро народу і вирішували всі справи на тінгах. Більше всіх висунувся обдарований, але неспокійний рід (з вестготів) Фолькунгів, який скоро і забрав владу у країні (1250), призначаючи і змінюючи королів. Убогість джерел не дозволяє історикам намалювати детальної картини цього смутного часу, змушуючи їх обмежуватися загальними рисами, відзначати лише головні моменти: зміну язичництва — християнством, роздробленої влади дрібних конунгів — єдиної королівською владою, давньогерманського демократичного соціального устрою — новим, з аристократією, земельною і духовною, і з ослабленням політичного значення самого народу. До найбільш чудових особистостей цього часу історія зараховує Еріка Святого, одного з виборних королів Швеції, що зчинив хрестовий похід в язичницьку Фінляндію (1160), і місіонерів: німців Зігфріда і Стефана, англійця Эскільда і шведа Ботвіда. До видатних подій треба віднести битву під Леною в східному Готаланді (1208), коли шведи знищили данське військо, покликане на допомогу одним з конунгів-претендентів на верховну владу в Швеції. Подія це увічнена народною пам'яттю в переказах і піснях. Та обставина, що цей час став часом відомого розквіту народної поезії, — велика частина шведських народних пісень склалася в цю епоху, — говорить про те, що духовні сили народу не збідніли з ослабленням його значення, як державного елемента.

### Епоха Фолькунгів
В епоху панування роду Фолькунгів (1250—1389), найвидатнішим представником якого став ярл Біргер, що правив Швецією як опікун свого сина Вальдемара (1250—1275), першого короля з роду Фолькунгів, і поклав початок завоювання Фінляндії, Швеція стала входити у тісніші зносини з Європою, пристосовуючись до нових умов і перетворюючись за зразком інших держав. Відбулося остаточне розділення станів; католицька церква утворила державу в державі, а дворянство присвоїло собі вирішальну владу в країні, розпоряджаючись і народом, і часто навіть самим королем. Торгівля і внутрішня, і зовнішня, розвивались; виникли нові міста; народонаселення збільшилася як шляхом природного приросту, так і шляхом переселення чужинців, переважно німців з ганзейських міст, які і поклали початок розвитку гірничої справи в Швеції. Загальний культурний прогрес позначився і в області законодавства; було поліпшено становище жінки, скасовано рабство, стародавні обласні закони зведені (1347) в одне ціле, і цей звід наприкінці XIV століття був прийнятий по всій Швеції, чим було зроблений великий крок до об'єднання провінції в одне державне ціле. Видатне становище дворянства ще зміцнилося привілеями, дарованими наступником Вальдемара, королем Магнусом Ладулосом (1275—1290). Дворян, хто ніс службу на коні, звільняли від податків і роздавали лени в нагороду за державну службу. Лени, втім, не стали спадковим надбанням, унаслідок чого Швеція позбулася залишків феодалізму. Спадкоємцем Магнуса став син його Біргер, за малолітства якого правил Торкель Кнутссон, що значно збільшив володіння Швеції у Фінляндії, завоювання і хрещення якої завершив сам Біргер. Останній, піддавшись наказам своїх братів, обезголовив свого колишнього опікуна і регента, після чого йому самому довелося вступити в запеклу боротьбу з братами, що закінчилась смертю для них і вигнанням для нього. Королем був обраний його 3-річний племінник Магнус Ерікссон (1319), який в 1332 р. відвоював у Данії Сконію, Блекінге і Галланд; але за відсутністю хорошого сухопутного сполучення, ці провінції скоро знову відійшли до Данії, з якою налагодилися жваві стосунки через Зунд. Володарюючи над обома берегами Зунда, Данія могла на власний розсуд сприяти або перешкоджати морській торгівлі Швеції, внаслідок чого між Швецією і Данією протягом століть і йшла безперервна боротьба за панування над Балтійським морем. Задля забезпечення собі зносин з Європою Швеції доводилося дружити з Ганзою і гольштейнськими графами; вступ шведських королів в спорідненість з царюючими домами Гольштейну, Данії і Норвегії служило цій меті; вона ж обумовлювала завойовницькі спроби Швеції по відношенню до Росії, які були, однак, відбиті Новгородом. В 1363 році Магнус Ерікссон був повалений з престолу дворянством, посилення влади якого, крім згаданих причин, сприяли також «братські чвари» (як, наприклад, між королем Біргером і його братами), що супроводжувались давньогерманським звичаєм роздачі ленів молодшим синам короля. На місце скинутого короля дворяни обрали Альбрехта Мекленбургського (1363—1389), щоб правити від його імені на власний розсуд. Час правління Альбрехта збігається з періодом найбільшого занепаду в Швеції королівської влади і найбільшої могутності дворянства, від чого було мало користі країні. Зрештою шведські вельможі скинули і Альбрехта. В цей час останньою представницею стародавніх королівських родів всіх трьох північних країн, згаслих у чоловічих поколіннях майже одночасно, була данська королева Маргарита, якій і вдалося залучити на свою сторону шведських вельмож, а потім і об'єднати під своєю владою всі три північні держави.

## Пізнє середньовіччя

### Кальмарська унія

Кальмарська унія

З цього об'єднання починається остання доба середньовічної історії Швеції, так звана епоха Кальмарської унії (1389—1523). Крім згаданих вже видатних представників епохи Фолькунгів — Ярла Біргера, Магнуса Ладулоса і Торкеля Кнутсона, людей високо даровитих, які турбувались про добробут простого народу, залишила слід в історії св. Біргітта, перша з часів вікінгів, життя і діяльність якої мали міжнародне значення. Хоча всі три об'єднані під скіпетром королеви Маргарити нації перебували в близькій кровній спорідненості, говорили майже однією мовою, мали майже одні і ті ж звичаї, звичаї і закони, проте розвиток кожної з них як держави йшов своїм шляхом: Данія рухалася на південь, Норвегія на захід, Швеції і на південь, і на захід, але переважно на схід. Дійсному об'єднанню перешкоджали також великі відстані і недосконалість шляхів сполучення. Захоплення природними умовами та перевага різних векторів політики, призвели до того, що, три північні держави порівняно скоро розійшлися знову, збільшивши ще збільшився почуття ворожнечі. Вже найближчий спадкоємець Маргарити, Ерік Померанський (1412—1439), своїми феодальними прагненнями і потуранням данським намісникам, довів шведський народ до повстання (1434—1436), під проводом рудокопа Енгельбректа. Це повстання знаменує поворот в історії Швеції. З цього часу треба вважати зародження шведської національної самосвідомості. Ворожнеча окремих провінцій, внутрішні чвари мало-помалу зникають; виступає єдиний нероздільний шведський народ, який повів з данськими володарями безперервну боротьбу, відстоюючи то на полі битви, то на незліченних дипломатичних з'їздах свою національну державність. Основне положення Кальмарської унії, згідно з яким король мав обиратися трьома народами спільно, по великій частині сприймалось данцями, що вони самостійно можуть обирати бажаного їм короля і потім всіма правдами і неправдами проводили його обрання в Норвегії і Швеції.

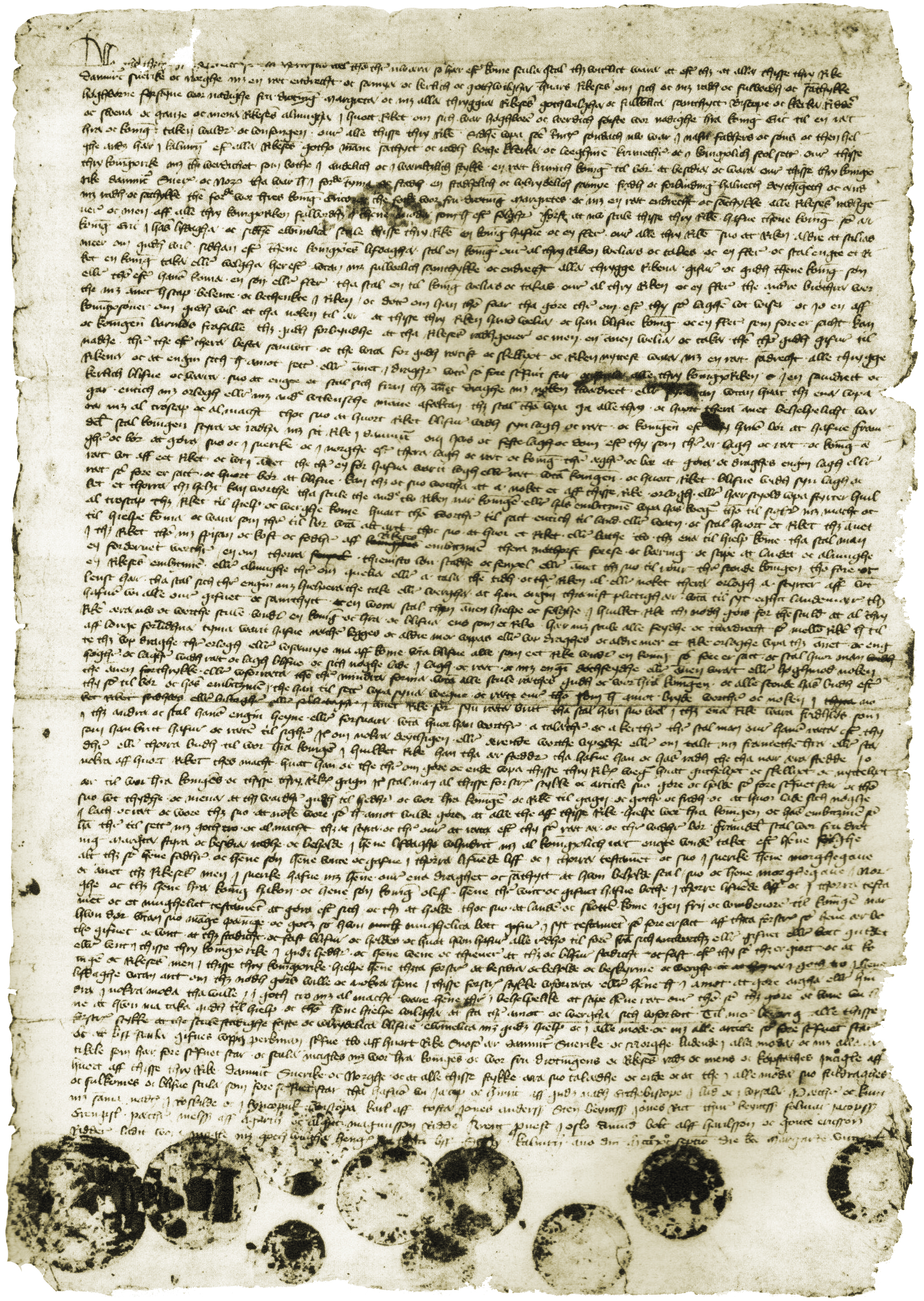
Текст унії

У Швеції, на противагу данофільській партії, утворилася національна, яка бажала мати принаймні шведа-регента. На чолі останньої партії стояли, здебільшого, члени двох ліній роду Стуре, спиралися головним чином на шведських селян. Участь у політичній боротьбі розвивала народний дух, сприяла розвитку загальної культури і громадянськості, повертала селянам відібране у них дворянами майно. Селянам доводилось зброєю захищати свободу країни і свою власну, і селянський стан набирав, таким чином, все більше і більше впливу на хід державних справ. Спираючись на ядро шведського народу, представники роду Стуре були свого роду некоронованими королями Швеції і могли змагатися з данськими королями, незважаючи на те, що на бік останніх часто переходила значна частина шведського дворянства і вищого духовенства. У 1436 р., після убивства Енгельбректа, шведи обрали своїм регентом Карла Кнутссона, який і правив із майже королівським повновладдям до 1441 р., коли шведи повинні були визнати своїм королем Крістофера Баварського, короля Данії. В час його царювання була проведена реформа законів, що стосувалися управління сільською територією держави (1442). Після смерті Крістофера шведи обрали королем Карла Кнутссона, але проти цього повстала частина дворянства і духівництва, які виступали за унію, особливо могутній архієпископ Йенс Бенгтсон (Оксеншерна). В 1457 р. Карл Кнутссон, програвши рішучу битву, втік в Данциг, і данський король Крістіан I був визнаний королем Швеції. У 1465 р. шведи знову повстали, і влада знову перейшла до Карла Кнутссона, спочатку тимчасово (на один рік), а потім (з 1467) і остаточно. Після його смерті (через три роки) обраний був регентом назначений ним самим кандидат, племінник його Стен Стуре Старший (1470—1504), який повинен був, втім, тимчасово визнати над собою владу короля данського Йоганна (1497—1500).

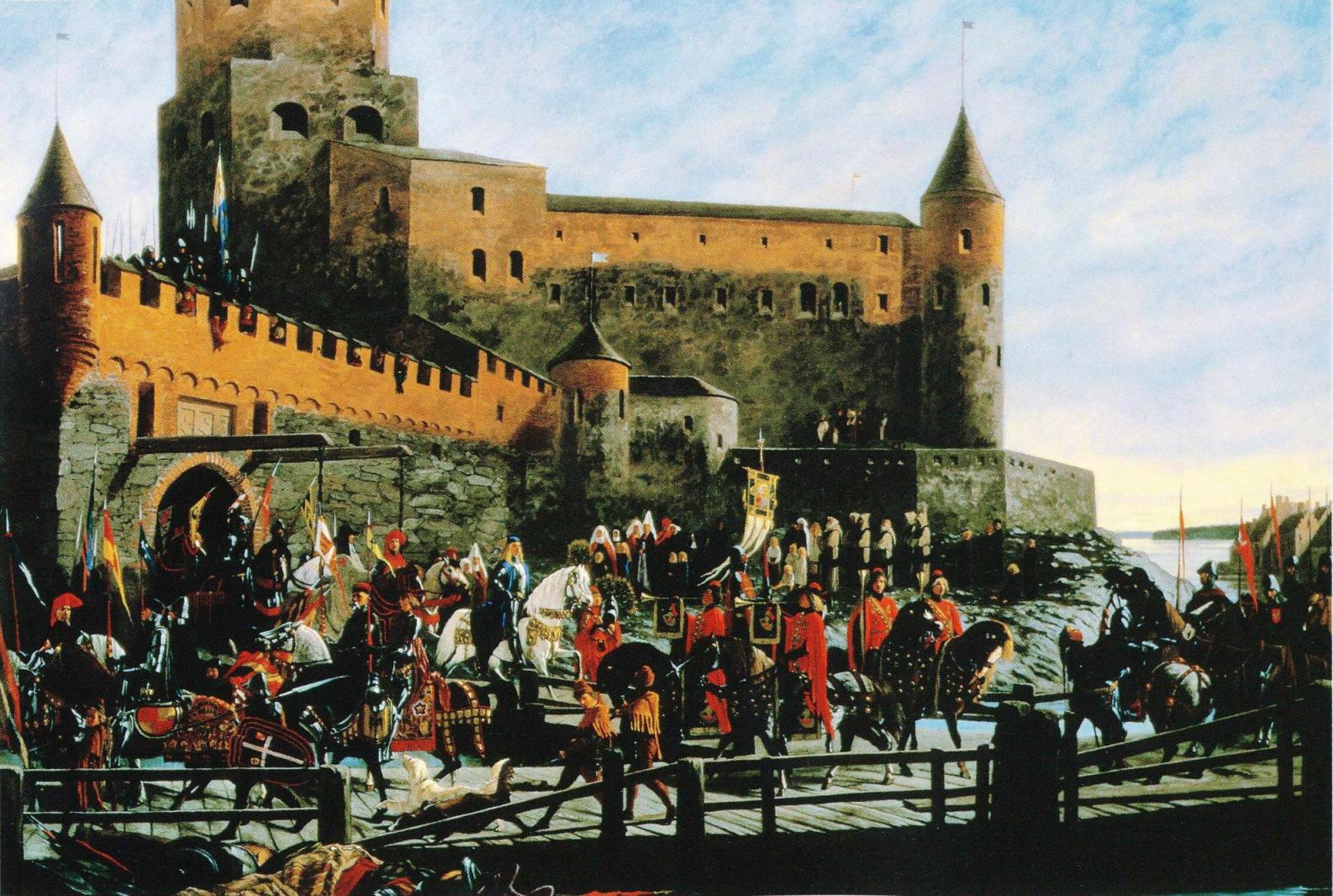
Виборзький замок в Стокгольмі

Після Стена Стуре Старшого регентом був Сванте Нільсон (1504—1512), а потім його син Стен Стуре Молодший (1512—1520), останній правитель Швеції з роду Стуре. Стен Стуре Молодший поліг у битві з Крістіаном II Данським, і останньому вдалося ще раз приєднати Швеціїю до Данії. Прагнучи зміцнити свою владу над Швецією, Крістіан II вдався до таких жорстоких заходів, як Стокгольмська кривава баня (8-10 листопада 1520), що підняв проти себе всіх шведів. Цього разу на чолі визвольного руху встав обдарований Густав Ваза, який мав походження від стародавніх шведських королів. У 1523 р. він був проголошений королем Швеції. Кальмарска унія була розірвана назавжди. До найбільш видатних і шляхетних осіб цієї доби належать Стен Стуре Молодший і його дружина Христина Гюлленшерна, мужність і душевну велич якої ставить її в ряд з видатними жінками, яких знає історія. Та ж епоха дала Швеції такі зразки державних людей і полководців, як Енгельбрект та Стен Стуре Старший, майже 30-річне правління якого зазначено величезним прогресом духовного розвитку народу. За його правління заснований (в Уппсалі, в 1477) перший університет у Швеції на всій півночі. З подій цієї епохи найбільш закарбувалися в пам'яті народній вбивство (1436) Энгельбректа зрадником Монсом Бенгтсоном і битва під Брункебергом (1471), в якій шведи, під керівництвом Стена Стуре Старшого, розбили вщент данців і забезпечили країні майже чотирирічний мир — чого не бувало за весь час унії. Внаслідок перемоги шведи скинули з себе деяку частку давньої залежності від Ганзи — скасували довготривалу постанову, в силу якої німецьким гостям надавалась половина місць у міських магістратах. Але тільки в правління Густава Вази Швеція і в цій галузі, як і в багатьох інших, придбала повну самостійність.

### Династія Ваза

Герб династії Ваза

Династія Ваза належить до найбільш обдарованої і прославленої у всесвітній історії. Засновник династії, Густав Ваза (1523—1560), знову об'єднав і зміцнив шведський народ, який розпався і був наполовину знищений, звільнив його від політичної залежності (від Данії), і від економічної (від Ганзи), і від церковної (від папства), ввівши Реформацію. Сліди воєнного стану, що тривав для Швеції близько ста років, були майже стерті мирної політикою Густава, завдяки якій Швеція вперше зайняла місце повноправного члена сім'ї європейських держав. Сама особистість короля сприяла повазі до нього. «Старий король Геста» живе в пам'яті народній, як ідеал шведського короля й не затьмарений більш відомими у всесвітній історії Густавом II Адольфом і Карлом XII. Зробивши королівську владу спадковою у своїй династії, давши Швеції самостійність, Густав Ваза, однак, не уникнув звичайної в ті часи помилки, визнавши право молодших братів короля на участь у батьківській спадщині, що повело за собою роздроблення держави і нові криваві чвари між його нащадками. Успадковував батьківську корону старший син Густава I, Ерік, який недовго втримався на троні (1560—1568) й був скинутий братами. Неспокійно було і царювання наступного брата Івана III (1568—1592), в правління якого католицтво знову почало заявляти свої права. Син і спадкоємець Івана, Сигізмунд, обраний ще за життя батька (1587) королем польським, був затятий католик, і всі симпатії шведів скоро перейшли на бік його суперника, молодшого сина Густава, якому й судилося знову зібрати державу і зміцнити королівську владу. У 1599 р. він скинув Сигізмунда і зробився спочатку регентом, а потім і королем під ім'ям Карла IX. При ньому Швеція знову знайшла першорозрядного правителя, що нагадував кращих з роду Стуре. Ще як регент Карл IX сприяв остаточній перемозі Реформації (церковний собор в Уппсалі в 1593). В царювання сина Карла IX, Густава II Адольфа, з'явилося нове в багатьох областях, покладено кінець дробленню держави між спадкоємцями короля та міжусобицям. Вже з початку другої половини XVI ст. Швеція знову стала на шлях завоювань по той бік Балтійського моря. Зовнішньою причиною послужив розпад Лівонського ордена, через спадщину якого і зав'язалася боротьба між сусідніми державами. Метою боротьби було все те ж історичне прагнення до панування над Балтійським морем. Ця боротьба призвела спочатку Швецію до вершини могутності, а потім до краю загибелі. Для Швеції у ті часи володіння Балтійським морем було життєвим питанням, унаслідок відсутності хороших сухопутних сполучень; шлях зі Стокгольму у Ригу по морю був незрівнянно доступніший і зручніший, ніж, наприклад, шлях зі Смоланда в західний Готаланд. Природно, що центр Швеції більше тяжів до забалтійських володінь, ніж до віддалених володінь на Скандинавському півострові, і що Швеція задля закріплення за собою Естляндії (1561) відмовилася на користь Данії від Готланда (1570) і від домагань на Сконію, Галланд і Блекінге. Шведський народ в цю епоху жив, в порівнянні з епохою унії, більш скромним духовним життям. Реформація принесла свої плоди лише в наступному столітті. З поборників реформації найбільш видатним був Олус Петрі, за яким великі заслуги як у цій області, так і в галузі літератури. До діячів цієї епохи відносяться ще два найбільших морських героя Швеції — Якова Багге і Класа Горна.
Для збереження загального зв'язку, шведські історики вважають за початок епохи політичної величі Швеції вступ на престол Густава II Адольфа (1611), хоча власне вона починається з участі Густава Адольфа у Тридцятилітній війні (1630).